# Harry Giese
Harry Giese (2. března 1903 Magdeburg – 20. ledna 1991 Berlín) byl německý herec, dabér a voiceover německého filmového týdeníku v době národního socialismu.
Svou kariéru zahájil jako divadelní herec. Vystupoval v Magdeburgu, Meiningenu, Cáchách a Hamburku odkud přišel ve 30. letech 20. století do Berlína, kde hrál v divadle Nollendorfplatz a Komödienhaus. Spolupůsobil jako první, tehdy ještě začínající postsynchronní filmový dabér. Daboval do němčiny herce jakými byli například John Boles, Franchot Tone, Robert Montgomery, Douglas Fairbanks a John Loder. V Tobis-Wochenschau začal svoji kariéru jako hlasový moderátor zpráv a dokumentárních filmů.
Po začátku druhé světové války došlo ke sjednocení filmových týdeníků pod jedno centrální vysílání "Die Deutsche Wochenschau". Postupem času se stal jedním z nejprotežovanějších hlasových moderátorů a existují důkazy, že byl pro práci na toto vysílání vybrán samotným Adolfem Hitlerem. V roce 1940 namluvil současně komentář k propagandistickému filmu Der ewige Jude (Věčný Žid). Jeho hlasový projev byl charakteristický agresivní intonací a silným důrazem na přízvučné slabiky.
Po druhé světové válce mu bylo zakázáno další účinkování, ačkoli nebyl nikdy členem NSDAP. Jako postsynchronní dabér pracoval opět od roku 1947. K jeho dalšímu angažmá došlo začátkem 50. let, kdy daboval například Fred Astaira nebo protifašistický film Být, či nebýt (Sein oder Nichtsein) z roku 1942. Protože byl jeho hlas v 50. letech ještě spojován s obdobím nacismu, nebyl vybrán pro nový německý filmový týdeník v roce 1950. Současně byl ale příliš starý na divadelní role, bylo mu již 47 let. Pracoval na filmových reklamách a dokumentech, jako například Der goldene Garten (1953), aj. Známá je rovněž reklama na automobil Opel Kapitän z roku 1958.
S ubývajícími zakázkami se stále více starala o příjem jeho žena pracující jako ředitelka školy. Jeho koníčkem bylo pěstování orchidejí a v Berlíně se ve volném čase angažoval jako vedoucí spolku pěstitelů orchidejí. Postupem času se stáhl z veřejného života, upadal do depresí. Zemřel roku 1991 v Berlíně.